# 泥糊菜
泥糊菜（学名：Hemisteptia lyrata）为菊科泥胡菜属的植物。

## 形态
二年生草本植物。茎直立，具有纵条纹和白色绵毛，茎中部的叶无柄，羽状分裂，顶端裂片较大，叶背面密被白色绒毛；顶生头状花序多数，全部为管状花，夏季开紫红色花。

## 分布
分布在中南半岛、南亚、日本、澳大利亚、朝鲜以及中国大陆的新疆、西藏等地，生长于海拔50米至3,280米的地区，一般生于山坡、河边、平原、林缘、荒地、山谷、田间、林下、草地、丘陵以及路旁，目前尚未由人工引种栽培。

## 别名
猪兜菜（广西）、艾草（海南）

## 延伸阅读
[在维基数据编辑]
 《植物名實圖考·泥胡菜》，出自吳其濬《植物名實圖考》

## 外部連結
- 泥胡菜 Nihucai （页面存档备份，存于） 藥用植物圖像數據庫 (香港浸會大學中醫藥學院) （繁體中文）（英文）